# ウィリアム・サンダーソン
ウィリアム・サンダーソン（William J. Sanderson、1944年1月10日 - ）は、アメリカ合衆国の俳優、声優。
テネシー州メンフィス出身。軍隊生活の後、メンフィス大学で法律を学び、卒業後ニューヨークに出て演劇を学ぶ。
映画『ブレードランナー』の遺伝子工学技師J・F・セバスチャン役や、テレビドラマ『トゥルーブラッド』の保安官バド・ディアボーン役などで知られる。

## 主な出演作品

### 映画
- レイプ・キラー/3人の暴行魔 Fight for Your Life (1977)
- 人間の証明 (1977) 日本映画
- 虐殺の週末 Savage Weekend (1979)
- オニオン・フィールド The Onion Field (1979)
- 歌え!ロレッタ愛のために Coal Miner's Daughter (1980)
- デス・ハント Death Hunt (1981)
- グレゴリオ・コルテス The Ballad of Gregorio Cortez (1982)
- ブレードランナー Blade Runner (1982)
- 死刑執行人 The Executioner's Song (1982) テレビ映画、クレジットなし
- ファミリー Who Will Love My Children? (1983)
- テキサスSWAT Lone Wolf McQuade (1983)
- デビルゾーン Nightmares (1983) クレジットなし
- シティヒート City Heat (1984)
- フレッチ/殺人方程式 Fletch (1985)
- ウルフの掟 Streets of Justice (1985) テレビ映画
- 新・手錠のままの脱獄 The Defiant Ones (1986) テレビ映画
- ブラックライダー Black Moon Rising (1986)
- エリオット・バーンズの帰還 The Man Who Broke 1,000 Chains (1987) テレビ映画
- アイアンフィスト Last Man Standing (1987)
- メイス Dead Aim (1987)
- 鉄拳ブルース Thunderground (1989)
- ザ・ミラー/悪魔の棲む鏡 Mirror Mirror (1990)
- ブロス/やつらはときどき帰ってくる Sometimes They Come Back (1991)
- ロケッティア The Rocketeer (1991)
- 未確認生命体 MAX/マックス Man's Best Friend (1993)
- スティンガー Skeeter (1993)
- ダーク・ミラー/悪魔の囁き Mirror, Mirror 2: Raven Dance (1994)
- 依頼人 The Client (1994)
- ビッグ・ランニング Wagons East! (1994)
- スター・コンバット Phoenix (1995)
- ホログラムマン Hologram Man (1995) ビデオ映画
- アンダーソンヴィル Andersonville (1996) テレビ映画
- ラストマン・スタンディング Last Man Standing (1996)
- ザ・サバイバー Forest Warrior (1996)
- ジョージ・ウォレス/アラバマの反逆者 George Wallace (1997) テレビ映画
- バビロン5 遺物 Babylon 5: Thirdspace (1998) テレビ映画
- デス・ゾーン/奇跡の生還 Miracle on the Mountain: The Kincaid Family Story (2000) テレビ映画
- クロスファイア・トレイル Crossfire Trail (2001) テレビ映画
- モンテ・ウォルシュ Monte Walsh (2003) テレビ映画
- ゴッド&ジェネラル/伝説の猛将 Gods and Generals (2003)
- プロミスト・ランド Promised Land (2004)
- レイザーサンクション Avatar (2004)
- ロビン・ウィリアムズのクリスマスの奇跡 A Merry Friggin' Christmas (2014)

### テレビドラマ
- ナイトライダー シーズン1第8話「ナイトライダー6・激闘!善と悪2台のナイト2000（原題:TRUST DOESN'T RUST）」 (1982)
- ニューハート Newhart (1982-1990)
- ロンサム・ダブ Lonesome Dove (1989) ミニシリーズ
- Return to Lonesome Dove (1993) ミニシリーズ
- X-ファイル シーズン2第3話 (1994)
- ER緊急救命室 シーズン3第7話 (1996)
- 炎のテキサス・レンジャー Walker, Texas Ranger (1996, 2001)
- デッドウッド 〜銃とSEXとワイルドタウン Deadwood (2004-2006)
- トゥルーブラッド True Blood (2008-2012)
- マイク&モリー マシュマロ系しあわせ日記 Mike & Molly (2011)
- アメリカン・ゴッズ American Gods (2019)

### テレビアニメ
- バットマン Batman: The Animated Series (1992-1994)
- ぎゃあ!!!リアル・モンスターズ Aaahh!!! Real Monsters (1995-1997)
- ジュマンジ Jumanji (1996-1998)